# 蚊音
蚊音器（英語：The Mosquito），也叫蚊音警报器（英語：Mosquito alarm），是一种通过发出高频声音来制止年轻人集会的一种电器设备。最新的版本于2008年晚些时候上市，其可以设置两种频段。一种是大约17.4kHz，一般只有年轻人可以听到的。另一种为8kHz，能被大多数人听到。其最大的潛在输出的声压级为108dB。由于人耳朵的功能会随着年纪变化，因此此种声音只有差不多25岁以下的年轻人才听得到。
蚊音器在市场上被定义为一种安全的防止年轻人在特定区域集会的安保工具。所以其一般被宣传为用以减少反社会行为，如集会，涂鸦，故意破坏公物，吸食毒品，毒品买卖和暴力事件。在英国，一共销售了3000台，主要用在户外商店和公共运输交汇处附近。这种设备也在澳大利亚，法国，丹麦，意大利，德国，瑞典，加拿大，美国销售。
蚊音器也引起了人们对于人类基本权利的争论。一些评论家称其针对年轻人的特点，无疑侵犯了他们的权益。然而支持者认为一旦限制蚊音器使用，将侵犯那些因为不规矩的年青人而流失消费者从而造成经济损失的商家的权利。蚊音器的批发商声称他们制定了标准以防止蚊音器滥用。而蚊音器的发明者霍华德斯·坦普莱顿也要求欧洲政府立法指导其使用。